# Virgen de la Paz Coronada (Ronda)
La Virgen de la Paz es una advocación mariana que se venera en la Iglesia de Nuestra Señora de la Paz de Ronda, provincia de Málaga (Andalucía, España). Es una devoción muy arraigada entre las familias rondeñas, siendo una tradición que se hereda de padres a hijos. La imagen de la Virgen de la Paz es una obra de autoría anónima y fecha desconocida, aunque testimonios escritos hacen saber que «se venera en Ronda desde tiempo inmemorial».
Es la más antigua de la ciudad. Según la tradición, esta imagen fue traída en su propio caballo por el rey Alfonso XI, en el siglo XIV, cuando estuvo en Andalucía.
Es patrona y alcaldesa perpetua de Ronda. Fue coronada canónicamente en 1947.

## Historia
En 1485, tras la reconquista de la ciudad por los Reyes Católicos, se creó en Ronda la Parroquia de Santa María la Mayor. Simultáneamente, se eligieron iglesias auxiliares: la Iglesia del Espíritu Santo, la Iglesia de Santa Cecilia, la Iglesia de Santiago, la Iglesia de San Sebastián y la Iglesia de San Juan Evangelista o de Letrán. Esta última era una antigua ermita construida al borde del tajo, donde, al parecer, los musulmanes permitieron el culto cristiano a los mozárabes residentes en la ciudad. Es en este lugar donde se encuentra la primera referencia a la Virgen de la Paz. Esta ermita existió hasta el siglo XVI, cuando se decidió, gracias a Francisco de Morales y Juana de Medina, la construcción de un nuevo templo.
El origen de la imagen es desconocido. Según el beato fray Diego José de Cádiz, la Virgen de la Paz de Ronda fue de las primeras con este título en Andalucía. Una tradición dice que fue traída en su propio caballo por el rey Alfonso XI, en el siglo XIV, cuando estuvo en Andalucía.

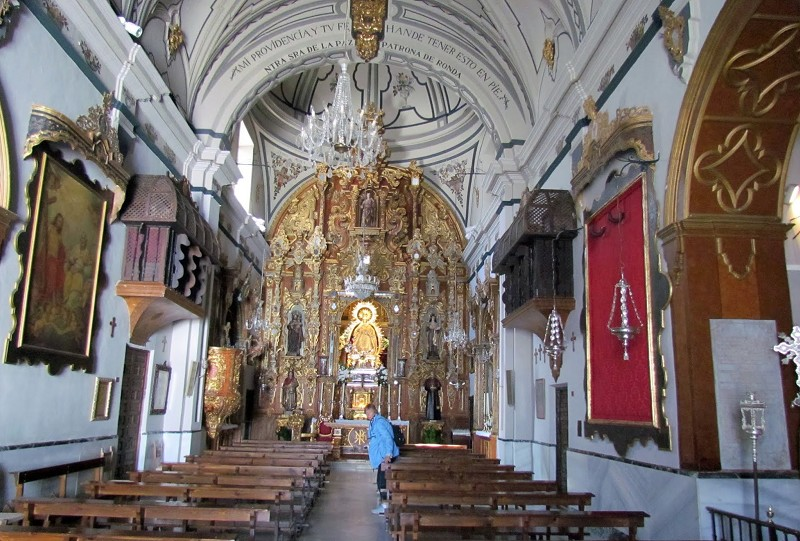
Iglesia de Nuestra Señora de la Paz.

El siglo XVII está marcado por un auge extraordinario de devoción a la Virgen de la Paz, no solo en Ronda, sino también en toda la serranía, con visitantes de toda España y hasta de América, pues, a juzgar por los testimonios de la época, llegaban muchísimos peregrinos a dar gracias a la Virgen y colocar sus exvotos. Este auge se debe a que los rondeños y serranos se vieron forzados a emigrar, llevando así la devoción de la Virgen a muchos lugares; las paredes de la ermita se cubrieron de exvotos, que más tarde dificultarían un ampliación así como la limpieza de la iglesia.
Ante tan abrumadora muestra de devoción a finales del siglo XVII  y principios del XVIII, los rondeños decidieron derruir y volver a construir otra iglesia, conservando la espadaña anterior. Esta ampliación se llevó a cabo mediante aportación económica de los rondeños, que con grandes dificultades económicas, siempre tenían presente la ayuda de la Virgen. El templo, es de una nave de veinticinco metros por siete y medio de anchura, atravesado por cuatro arcos fajones más el arco triunfal, adornados en su intradós con cajetones engarzados formando cadena; el arco triunfal presenta, además, la leyenda «Mi providencia y tu fe han de tener esto en pie», añadiéndose posteriormente la de «Virgen de la Paz, Patrona de Ronda».

## Milagros
Los milagros atribuidos a la Virgen de la Paz están recogidos por el beato fray Diego José de Cádiz en su libro  Devota novena y milagros a la Virgen de la Paz del siglo XVIII.
Procesiones en rogativas, sanaciones y salvaciones, pero quizá el milagro más conocido sea el de la sudoración, que fue recogido ante notario, y hasta nuestros días se han conservado las enaguas originales de este milagro que vivió fray Diego.

## Coronación

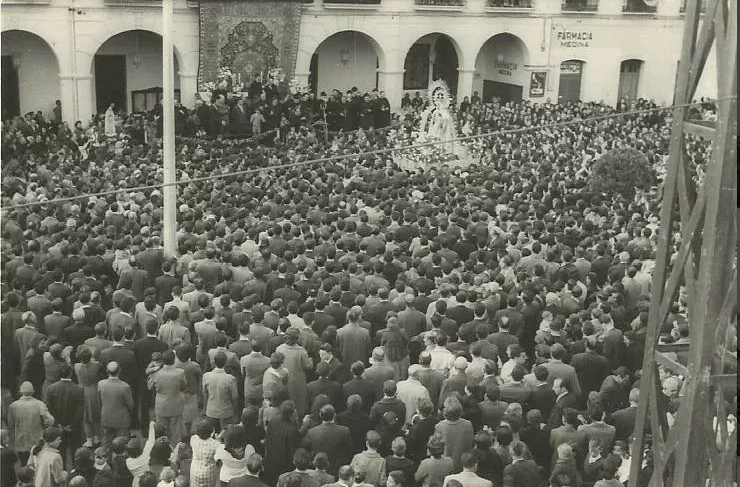
Antigua fotografía de la coronación canónica

La venerada imagen fue coronada canónicamente el 15 de mayo de 1947, Festividad de la Ascensión, en el paseo central de la Alameda del Tajo. Fue acontecimiento muy recordado por la gran asistencia en el acto que ofició el arzobispo de Granada, Balbino Santos Olivera. Fue acompañado por el obispo de Córdoba, el obispo de Tarazona, el general Varela (en representación de Francisco Franco), el general Sáenz de Buruaga, y el almirante Bastarreche como testigos de tal acontecimiento. La coronación, solicitada por el pueblo de Ronda y ratificada por el papa Pío XII, firmada en Roma el 28 de abril de 1946, fue uno de los eventos más multitudinarios de cuantos se recordaban en Ronda, según las crónicas del momento. La Virgen de la Paz fue coronada con una presea de joyería que los rondeños le regalaron. El 10 de mayo de 1953 el Ayuntamiento de Ronda nombró a la Virgen de la Paz alcaldesa de honor a perpetuidad y en 2003 le fueron entregadas las llaves de la ciudad.

## El manto de la coronación

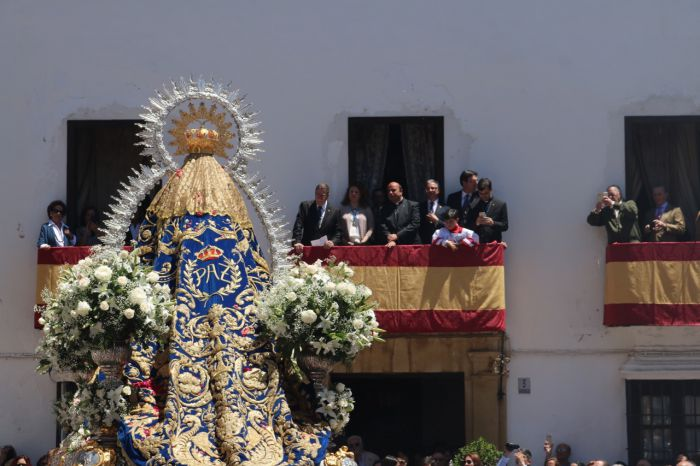
El rico manto azul de la Virgen de la Paz de Ronda.

Con motivo de la coronación, la Virgen de la Paz estrenó un manto que adquirió a la Hermandad de la Esperanza de Triana. Este manto, conocido como el manto azul de la Esperanza de Triana fue diseñado por José Recio del Rivero, obra que poco más tarde cambiaría el estilo artístico de la hermandad trianera por completo.
La Hermandad trianera lo estrenó en 1909 siendo bordado en oro por Juan Manuel Rodríguez Ojeda; sus dibujos están inspirados en la ornamentación cerámica de Triana. A partir del año 1948, pasa a ser de la Hermandad de la Virgen de la Paz, quién lo restaura debido al mal estado del soporte. En esa restauración se cambia su diseño para adecuarlo a la titular de la cofradía, quedando en la actualidad dos piezas distintas, una más rica de terciopelo azul y otra celeste.
Con ello, llegó a Ronda una de las obras consideradas cumbres del bordado regionalista sevillano y pieza clave para entender la estética única en la Semana Santa de Sevilla de la Hermandad de la Esperanza.

## Iconografía
Pese a que la iconografía de la Virgen de la Paz ha cambiado a lo largo de los siglos, siempre ha correspondido a la visión en el Apocalipsis, debido a sus atributos de orfebrería:

Y una gran señal apareció en el cielo: una mujer vestida del sol, con la luna debajo de sus pies, y una corona de doce estrellas sobre su cabeza
Apocalipsis 12:1

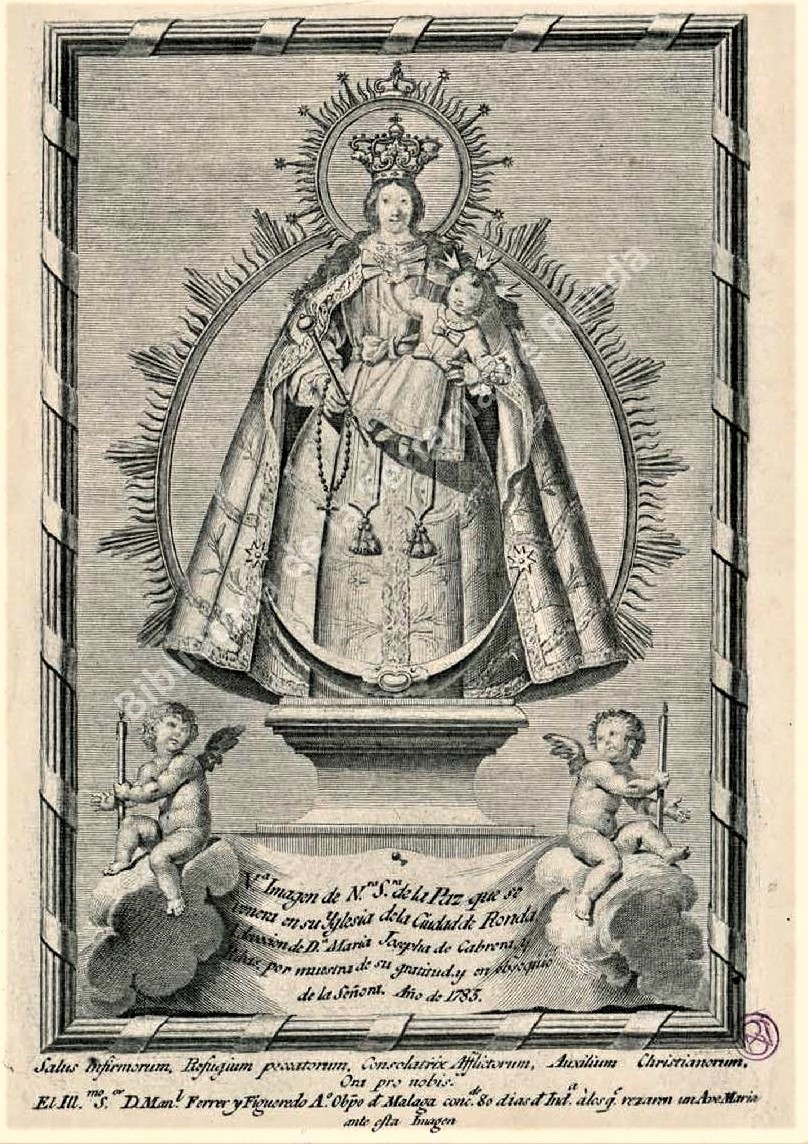
Grabado de 1785 con la nueva iconografía.

Sabemos que antes del siglo XVI la Virgen de la Paz portaba rostrillo y el Divino Infante en el centro del pecho, representando a María como "Trono de Dios" (estilo que nos recuerda al de la Virgen de Setefilla de Lora del Río o la Virgen del Rocío), portando las ráfagas de sol, la media luna y la corona sobre su cabeza.

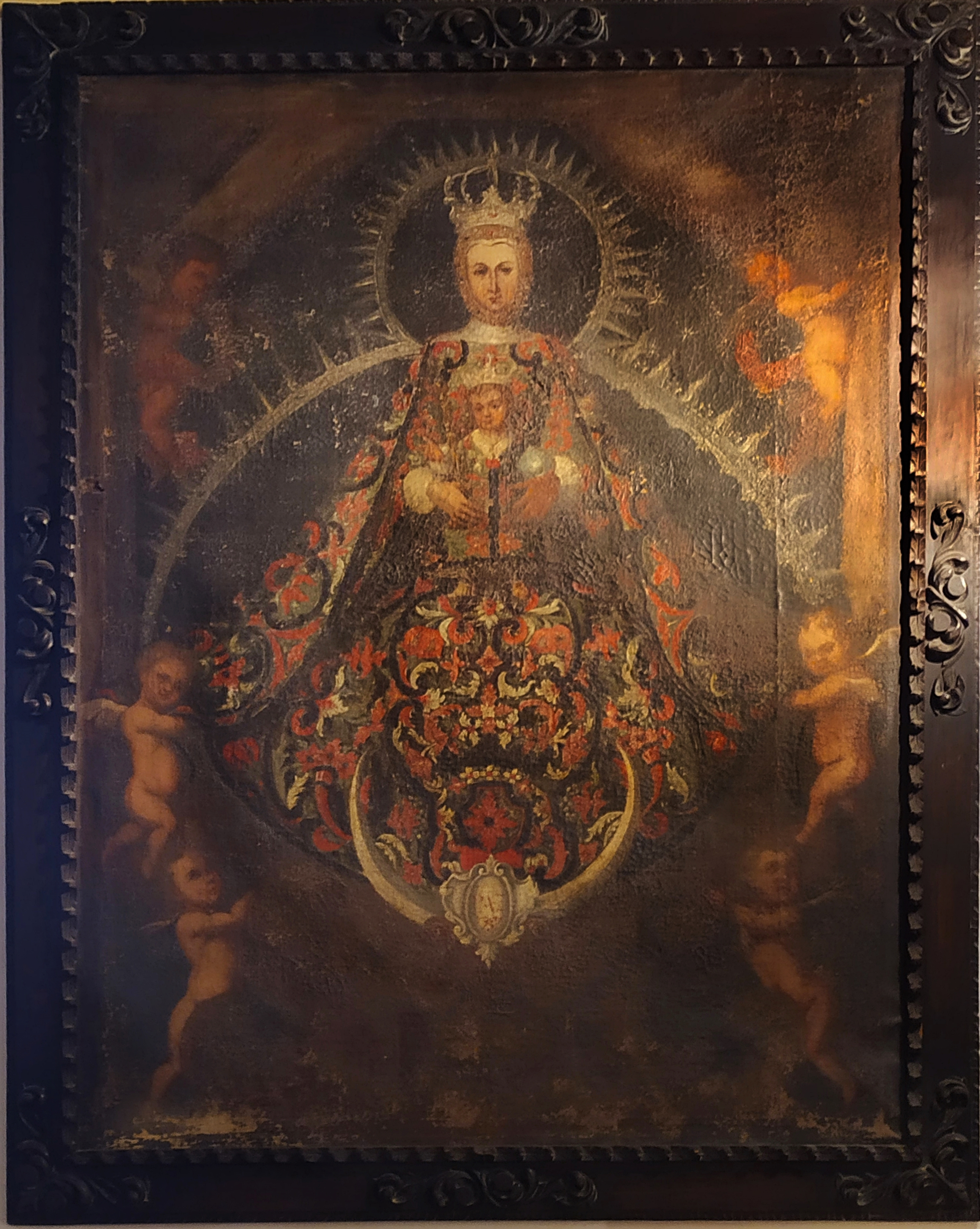
La Virgen de la Paz antes del.

Según un grabado que se conserva en la biblioteca Nacional de España, de entre los siglos XVI y XVII el Príncipe de la Paz se pone en el regazo de la Virgen, representando a María como "Madre de Dios". Se mantienen los atributos de las ráfagas de sol, la corona y la media luna, y se añade el cetro de reina. El rostrillo desaparece y el manto pende de los hombros, dejando ver la cabellera de la Virgen que cae sobre los hombros. 
Finalmente, en el siglo XX se le cubre la cabeza con una mantilla, se recoge el pelo en la nuca y el manto se recoge en la cintura, manteniendo este estilo hasta nuestros días.

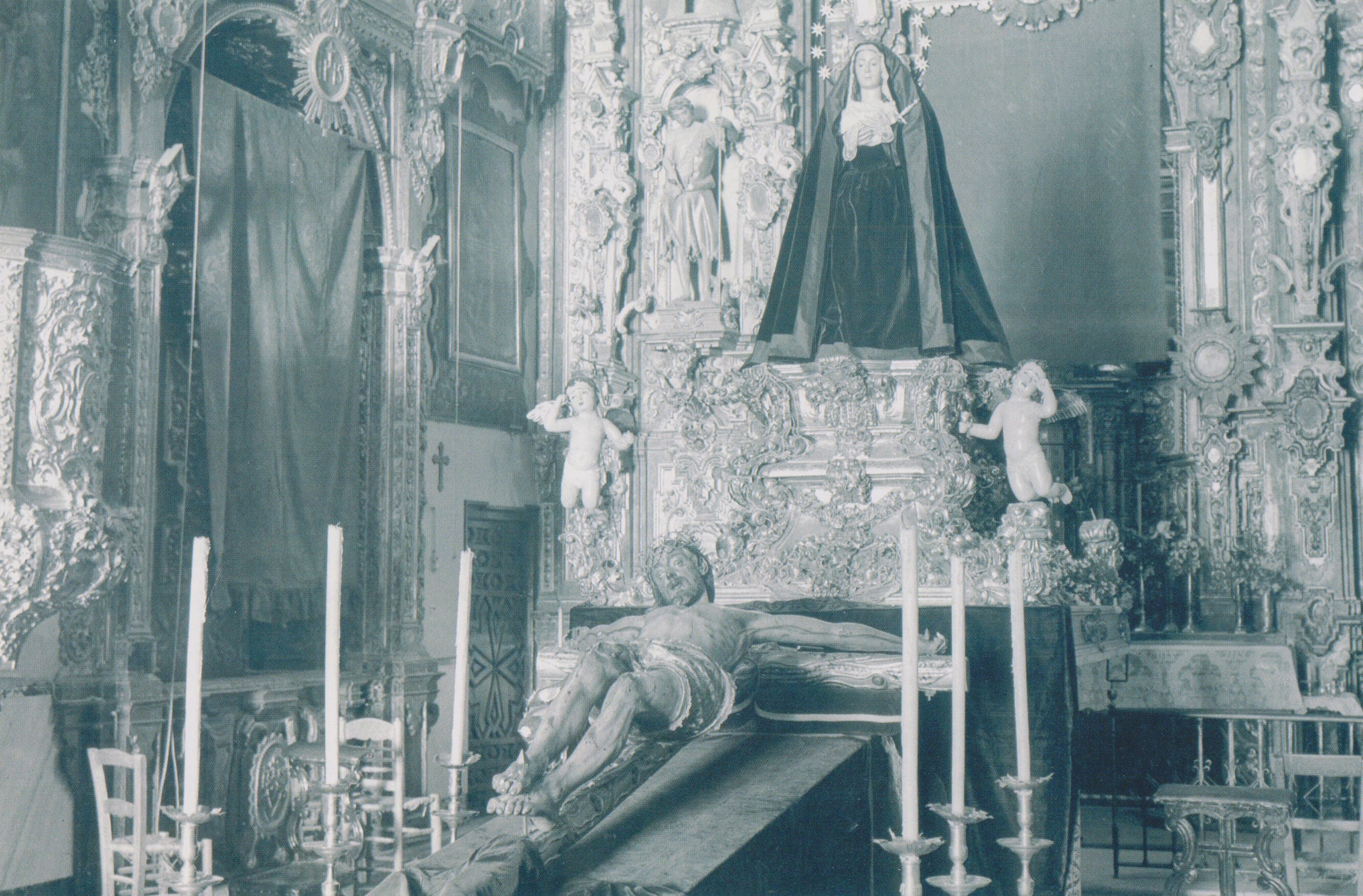
La Virgen de la Paz con el Santísimo Cristo de la Sangre

Además de lucir como virgen de gloria, la Virgen de la Paz ha procesionado como Virgen de la Soledad y Dolorosa, con el Santísimo Cristo de la Sangre y el Cristo de la Santa Escala (Ecce Homo), hasta su proclamación como patrona de Ronda.
Resaltar que la Virgen de la Paz en su besamanos cada 24 de enero aparece sentada ante su pueblo, como viene haciendo desde fechas desconocidas, vestida con un estilo muy personal ya que el manto cae hacia un lado, mientras extiende su mano para ser besada.

## Distinciones
La Virgen de la Paz posee el título de patrona de Ronda y alcaldesa de honor a título de perpetuidad, además de estar coronada canónicamente. 
- Bastón de la alcaldía de Ronda, que la Virgen porta cuando el alcalde/sa acude a presidir el cortejo de la procesión del segundo domingo de mayo.
- Llaves y medalla de oro de la ciudad de Ronda.
- Un bastón de alcaldía de Cuenca que donó su alcalde a la Virgen de la Paz cuando se llevó a cabo el hermanamento de Ronda y dicha ciudad.
- Un bastón de mando de carey con empuñadura en oro y brillantes, regalo que hizo el rondeño José Castelló Madrid, magistrado del Tribunal Supremo de Justicia, cuando fue alcalde de Ronda.

Además la hermandad posee los títulos de Muy Antigua, Pontificia, Real, Venerable, Ilustre y Franciscana. La Casa Real y el rey de España son hermanos mayores honorarios de la hermandad.